# Adan Mohamed Nuur Madobe
Adan Mohamed Nuur Madobe (arab. عدن محمد نور مادوبي; ur. 1956 w Manderze), somalijski polityk, minister sprawiedliwości w latach 2005–2007, przewodniczący Tymczasowego Parlamentu Federalnego od 3 lutego 2007 do 16 maja 2010. P.o. prezydenta Somalii od 29 grudnia 2008 do 31 stycznia 2009.

## Życiorys
Adan Mohamed Nuur Madobe urodził się w mieście Mandera w Kenii (wówczas kolonii brytyjskiej). Należy do klanu Rahanweyn (Digil-Mirifle), stanowiącego około 20% populacji Somalii.
Studiował teologię islamską oraz był nauczycielem w szkole koranicznej. Przed zaangażowaniem się w politykę na początku lat 90. XX w., prowadził własny biznes związany z handlem żywym inwentarzem.
W połowie lat 90. XX w. wstąpił do utworzonej Armii Oporu Rahanweyn (RRA, Rahanweyn Resistance Army), grupy wojskowej działającej na południu Somalii i dążącej do utworzenia niepodległego państwa Somalia Południowo-Zachodnia. Pełnił w niej funkcję pierwszego wiceprzewodniczącego.
Armia Oporu Rahanweyn udzieliła poparcia tworzonemu Tymczasowemu Rządowi i Parlamentowi Federalnemu, powołanymi w Kenii celem przejęcia władzy w Somalii, jej stabilizacji i demokratyzacji. W listopadzie 2004 Madobe wszedł w skład Tymczasowego Parlamentu Federalnego.
W styczniu 2005 został mianowany ministrem sprawiedliwości w gabinecie premiera Alego Mohammeda Ghediego. 31 stycznia 2007 został wybrany przewodniczącym Tymczasowego Parlamentu Federalnego po tym, jak z urzędu został usunięty jego poprzednik za zbyt łagodne stanowisko wobec Unii Trybunałów Islamskich. 3 lutego 2007 został zaprzysiężony na stanowisku.
29 grudnia 2008, po dymisji prezydenta Abdullahiego Yusufa z powodu braku współpracy z rządem i parlamentem oraz brakiem sukcesów w przywracaniu pokoju, jako przewodniczący parlamentu objął funkcję p.o. prezydenta Somalii. Zgodnie z prawem parlament miał 30 dni na powołanie nowego szefa państwa. Wybory prezydenckie odbyły się 30 stycznia 2009. Parlament, obradujący w Dżibuti, nowym szefem państwa wybrał Sharifa Sheikha Ahmeda.
16 maja 2010 Madobe został pozbawiony przez parlament stanowiska przewodniczącego izby po tym, jak wcześniej wezwał do zdymisjonowania gabinetu premiera Omara Abdirashida Alego Sharmarke, któremu zarzucił korupcję i nieefektywne działanie.